# Thomas McKean
Thomas McKean (19 de março de 1734 - 24 de junho de 1817) foi um político norte-americano que foi governador do estado do Delaware, em 1777. Entre 1799 a 1808 foi governador da Pensilvânia.

## Carreira
Durante a Revolução Americana, ele foi delegado de Delaware no Congresso Continental, onde assinou a Associação Continental, a Declaração de Independência dos Estados Unidos e os Artigos da Confederação. McKean serviu como presidente do Congresso. Foi por várias vezes membro dos partidos Federalista e Democrata-Republicano. McKean serviu como presidente de Delaware, chefe de justiça da Pensilvânia e segundo governador da Pensilvânia. Ele também ocupou vários outros cargos públicos.
Sepultado no Cemitério Laurel Hill.